# Catania
För andra betydelser, se Catania (olika betydelser).
Catania är en kommun  och huvudstad i storstadsregionen Catania, innan 2015 provinsen Catania, i regionen Sicilien i Italien. Kommunen hade 311 320 invånare 2017. Catania är Siciliens näst största stad (efter Palermo) och den nionde största staden i Italien. I staden finns en tunnelbana. Symbolen för Catania är den sedan länge utdöda dvärgelefanten.
Catania blev världsarv i juni 2002 tillsammans med städerna Caltagirone, Militello in Val di Catania, Modica, Noto, Palazzolo Acreide, Ragusa och Scicli som ligger i området Val di Noto.
Vincenzo Bellini kommer från Catania och den centralt belägna och kuperade Villa Bellini-parken är döpt efter honom. I Catania finns även många äldre hus byggda i siciliansk barock-stil.
Några av de catanesiska kulinariska specialiteterna är Pasta alla Norma, arancino samt granita.

## Externa länkar

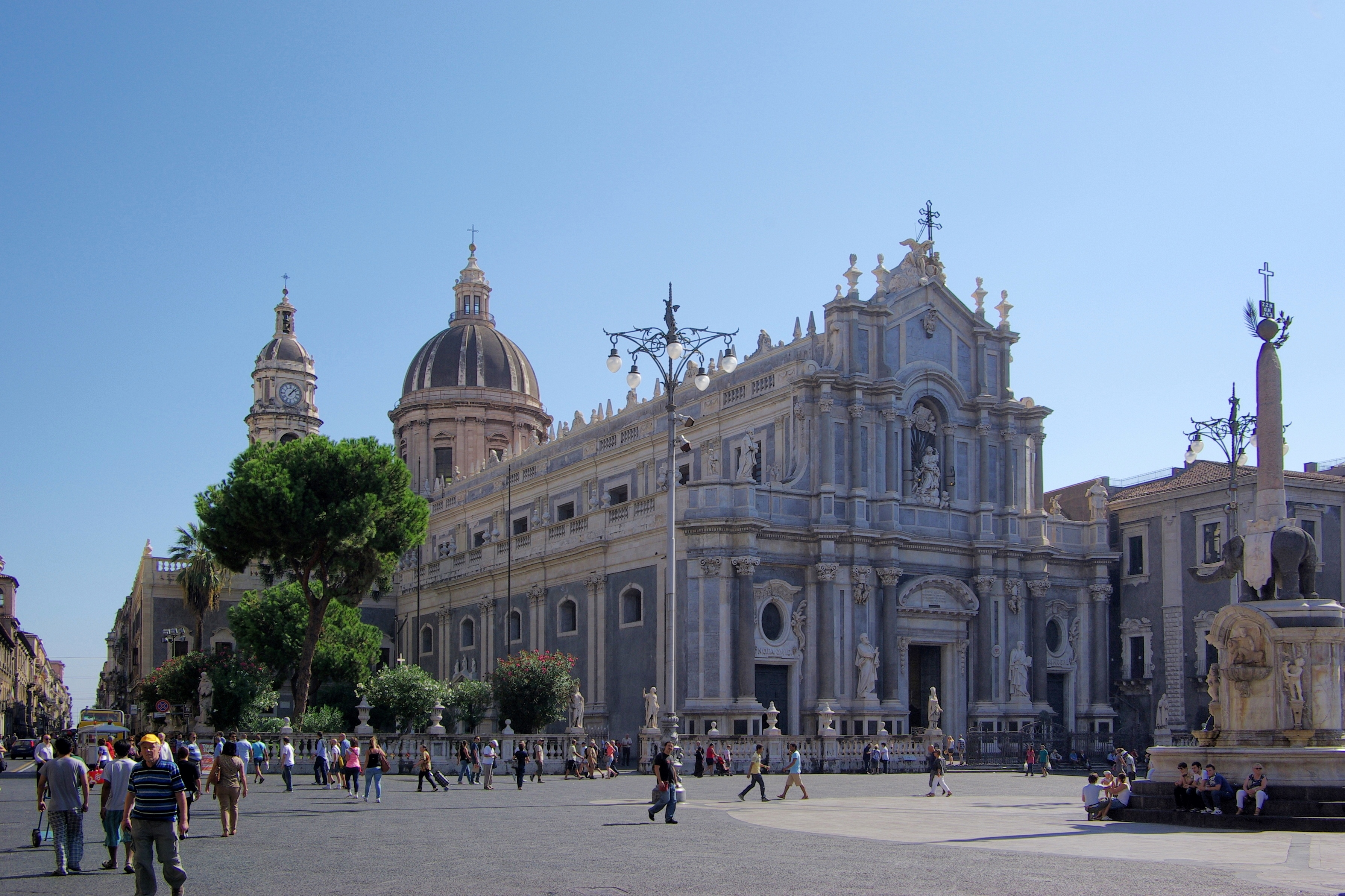